# Lapa (Lissabon)
Lapa - portugiesische Gemeinde (Freguesia) im 2. Bairro der Hauptstadt Lissabon. Die Gemeinde wurde am 11. Februar 1770 errichtet.

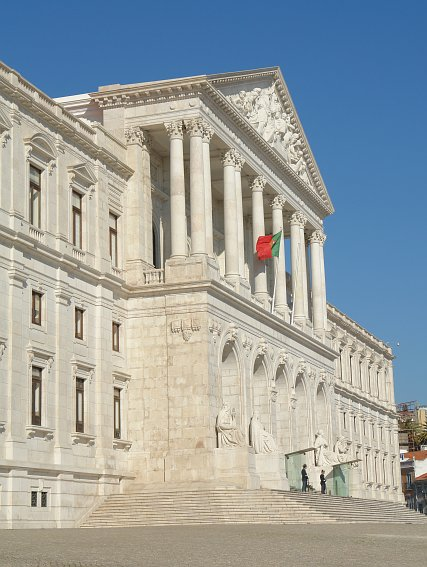
Palácio de São Bento

Den 0,72 km² großen Stadtteil prägen vor allem repräsentative Stadtvillen. Man findet dort das  Parlament der portugiesischen Republik. Das Parlamentsgebäude Palácio de São Bento und der Sitz des Regierungschefs liegen im Stadtteil. Ferner befinden sich einige Botschaften in der Gemeinde, zum Beispiel die Botschaft von Österreich, der Schweiz, China, Kanada, Rumänien, den Niederlanden und des Vereinigten Königreichs.

## Politik
Das Gemeindeparlament des bürgerlich geprägten Stadtteils setzt sich nach den Kommunalwahlen von 2005 wie folgt zusammen:
| Partei                                         | Sitze 2005 | Sitze 2009  |
| ---------------------------------------------- | ---------- | ----------- |
| CDS-PP 2009 Wahlbündnis PPD/PSD.CDS-PP.MPT.PPM | 2          | 8           |
| CDU Wahlbündnis 2005 aus PCP und Grünen        | 1          | -           |
| PS                                             | 3          | 4           |
| BE                                             | 1          | -           |
| PSD                                            | 6          | Wahlbündnis |
| II                                             |            | 1           |

Präsident der "Junta de Freguesia" war Carlos Mário Duarte Santos von den Konservativen (PSD). Er wurde 2009 von Luís Miguel de Brito Varela Marreiros (CDS) abgelöst.

## Sehenswürdigkeiten und öffentliche Einrichtungen

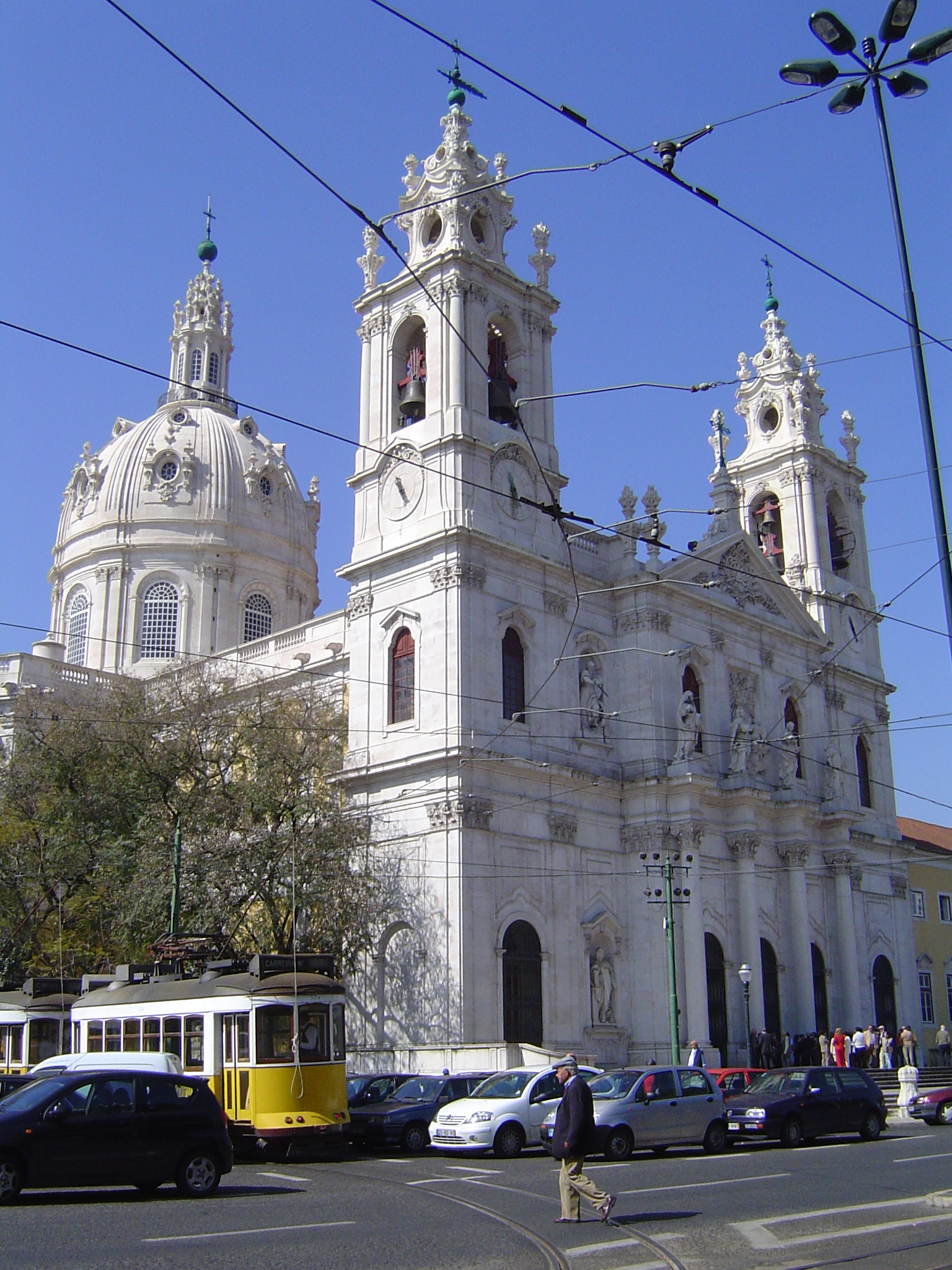
Basílica da Estrela

- Basílica da Estrela, Kirche im Stil des klassizistischen Barock, aus der zweiten Hälfte des 18. Jahrhunderts stammend.
- Jardim da Estrela, öffentliche Gartenanlage aus dem 19. Jahrhundert.
- Palácio de São Bento, Sitz der Nationalversammlung.

## Persönlichkeiten
- Hugo Goodair de Lacerda Castelo Branco (* 1836 in Lapa), Offizier und Kolonialbeamter